# Dendropsophus virolinensis
Dendropsophus virolinensis é uma espécie de anfíbio da família Hylidae.
É endémica da Colômbia.
Os seus habitats naturais são: campos de gramíneas de baixa altitude subtropicais ou tropicais sazonalmente húmidos ou inundados, pântanos, marismas de água doce, marismas intermitentes de água doce, pastagens e florestas secundárias altamente degradadas.